# O angenehme Melodei, BWV 210a
O angenehme Melodei, BWV 210a (O agradable melodia) és una cantata profana de Johann Sebastian Bach, en homenatge al duc Christian de Saxe-Weissenfels, estrenada a Leipzig el 12 de gener de 1729.

## Origen i context
D'aquesta cantata només se'n conserva la part del soprano, però s'ha pogut reconstruir, quasi completa, en ser una paròdia de la cantata de noces BWV 210. Fou estrenada el 12 de gener de 1729 amb motiu de la visita del duc de Saxe-Weissenfels a Leipzig; interpretada de nou unes setmanes més tard en l'aniversari del comte Joachim Friedrich von Fleming, i en una altra oportunitat en honor d'un mecenes i benefactor de les arts i les ciències desconegut. No es coneix cap gravació discogràfica d'aquesta cantata.